# O Rei da Vela
O Rei da Vela é uma peça de teatro escrita em 1933 por Oswald de Andrade, um dos principais nomes do Modernismo brasileiro, e publicada em 1937. Contudo, só foi encenada pela primeira vez trinta anos após sua publicação e refletiu, por meio da visão do autor, a sociedade brasileira de sua época.
Escrita no embalo da crise financeira de 1929, a obra aborda a valorização da indústria na década de 30 e a “modernização” do país que se estabeleceu com o Governo Vargas, tratando da junção - ou submissão - da aristocracia decadente com a burguesia em ascensão para servir ao capital estrangeiro. A peça se divide em três atos e segue a estrutura do teatro tradicional. 

## Personagens
- Abelardo I;[1]
- Abelardo II;
- Heloísa de Lesbos;[1]
- Joana, "conhecida por João dos Divãs";
- Totó Fruta do Conde;
- Coronel Belarmino;
- Dona Cesarina;
- Dona Poloquinha;
- Perdigoto;
- O americano;
- O cliente;
- O intelectual Pinote;
- A secretária;
- Devedores e devedoras.

## Enredo

### Primeiro ato
O primeiro ato tem como cenário o escritório de Abelardo & Abelardo, uma firma de agiotagem comandada por Abelardo I, o protagonista. 
Clientes devedores saem de uma jaula e são recebidos por Abelardo II, sócio de Abelardo I, vestido de domador. Eles são tratados com desdém e brutalidade. Depois disso, aparece para uma visita Heloísa de Lesbos, membro da aristocracia agrícola e noiva de Abelardo I, com o qual firma o compromisso apenas para salvar a família da falência.
Neste ato, as relações entre as personagens são demonstradas: Abelardo I enriquece a custa da pobreza dos outros; Abelardo II deseja tomar o lugar do sócio; os clientes são desesperados e considerados como animais.

### Segundo ato
Tem como cenário uma ilha tropical na Baía de Guanabara, presente de Abelardo I à noiva, e apresenta um clima de grande liberdade sexual. Heloísa desenvolve intimidades sexuais com Mr. Jones, um americano com quem seu noivo faz negócios e que desperta interesse em Totó Fruta-do-Conde, irmão homossexual de Heloísa. Abelardo I passa uma noite de amor com a sogra, Dona Cesariana, e arranja um outro encontro sexual com a tia de Heloísa, Dona Poloca, uma virgem de sessenta anos. Além disso, há a presença de João dos Divãs, antes conhecida como Joana, a irmã lésbica de Heloísa, e seu primo Perdigoto, que consegue um empréstimo com Abelardo I a fim de montar uma milícia fascista para combater os fazendeiros que invadem sua propriedade.

### Terceiro ato
O cenário novamente é o escritório de Abelardo & Abelardo. Abelardo I é vítima de um golpe e acaba indo à falência. Com a arma nas mãos e a noiva aos seus pés, o protagonista se dirige ao público e afirma que eles verão um final digno de dramalhão: um suicídio no terceiro ato. Porém, sem conseguir concluir o ato, pede ajuda ao Ponto (auxiliar de cena que fica fora das vistas do público e lembra ao ator suas falas, quando necessário), mas ele recusa-se. Fecham-se as cortinas; ouvem-se disparos de canhão e um grito de mulher. Quando as cortinas reabrem, Abelardo I está agonizando sobre uma cadeira e Heloísa, deitada sobre uma maca.
Abelardo II entra em cena, agora com exageradas roupas de ladrão. Ele se apropria da posição de herdeiro dos negócios de agiotagem e também da noiva de Abelardo I. Abelardo II tenta presenteá-lo com o socialismo, mas Abelardo I recusa, chutando um rádio que toca a música da Internacional Comunista.
Antes de morrer, Abelardo I delira e ouve sinos. Ele ordena que a jaula seja aberta e os devedores fogem, celebrando a vitória da revolução. O suicida pede uma vela e, ao recebê-la, morre.
Heloísa lamenta a morte do ex-noivo, porém, a um gesto de Abelardo II, junta-se a ele. Toca a Marcha Nupcial, convidados entram e, completamente ignorando a presença do defunto Abelardo I, celebra-se o casamento de Abelardo II e Heloísa de Lesbos.

## Análise
Já no nome dos personagens é possível perceber as inversões e subversões. Os nomes de Heloísa de Lesbos, Joana, conhecida como João dos Divãs, e Totó Fruta-do-conde suscitam uma inversão sexual, remetendo à homossexualidade.
Nessa obra, Oswald de Andrade estabelece claro diálogo intertextual com a história de Abelardo e Heloísa, casal histórico que vive um romance trágico no final da Idade Média (A história das minhas calamidades), e a peça O Rei da Vela faz uma paródia dessa história, retirando esses personagens do contexto medieval e inserindo-os no contexto brasileiro das décadas de 20 e 30.
Heloísa, por exemplo, é uma personagem vulgar que se casará com Abelardo 1 para manter o status social, e se transforma em objeto sexual para manter tanto o seu status como o de sua família (aristocrata rural) falida.
Com os personagens Heloísa de Lesbos, Abelardo I e Mr. Jones, Oswald de Andrade representa as três forças que regem o país: a aristocracia rural que se une à burguesia nacional, para melhor servir ao capital estrangeiro. Assim, temos clara uma crítica à submissão do Brasil aos outros países.
Um caminho para entendermos o teatro de Oswald de Andrade é perceber a revelação da falsidade de um discurso liberal, as relações marcadas pelo interesse capital e material, a competição pelo lucro, as falsas relações amorosas, a distância entre a modernidade e o atraso, a metáfora de um país hipotecado ao imperialismo, o ócio brasileiro e a manutenção do poder, o espaço da casa. O Rei da Vela passa do modernismo à modernidade, a partir da ironia, da caricatura, do grotesco, da religiosidade, sexualidade, da paródia, da filosofia e do papel dos intelectuais. Portanto, essa peça contrasta com o que se passa através da sociedade brasileira.

## Primeira encenação
A peça só foi realizada em palco em 1967.